# Auguste Denise
Georges Auguste Denise (1906 - 1991) was een Ivoriaans politicus.
Na de Tweede Wereldoorlog was hij medeoprichter van de Parti démocratique de Côte d'Ivoire-Rassemblement Démocratique Africain (PDCI/RDA). Die partij streefde niet alleen naar een onafhankelijk Ivoorkust maar ook naar de omvorming van Frans-West-Afrika tot een neutrale statenbond.
In de jaren 50 werd Denise secretaris-generaal van de PDCI/RDA.
Op 15 maart 1957 werd Denise vicevoorzitter van de Regeringsraad van Ivoorkust (voorzitter was de Franse resident). Op 26 juli 1958 werd hij president van de Voorlopige Regering. Van 4 december 1958 tot 30 april 1959 was hij premier, daarna werd hij opgevolgd door Felix Houphouët-Boigny.